# Queue-du-Bois
Queue-du-Bois (Waals: Cowe (of: Cawe)-dè-Bwèsis is een plaats en deelgemeente van de Belgische gemeente Beyne-Heusay.
Queue-du-Bois ligt in de provincie Luik.

## Etymologie
De naam is afkomstig van de ligging aan de rand van het voormalige Bois de Bellaire.

## Geschiedenis
Queue-du-Bois behoorde vroeger tot het Karolingische Domein van Jupille. Tot in de 17e eeuw maakte Queue-du-Bois deel uit van de Bisschoppelijke tafel van Luik. Omstreeks 1800 werd het een zelfstandige gemeente, die in 1977 opging in de gemeente Beyne-Heusay.
Kerkelijk behoorde Queue-du-Bois tot de parochie van Fléron, en in 1833 werd het een zelfstandige parochie.

## Demografische ontwikkeling
- Bronnen:NIS, Opm:1831 tot en met 1970=volkstellingen, 1976= inwoneraantal op 31 december

## Economie
In Queue-du-Bois was de Société anonyme des Charbonnages des Quatre-Jean actief in de steenkoolwinning. In 1959 sloot de laatste mijn.
De Carré de Liège, een vierkante zachte kaassoort, wordt in de omgeving van dit dorp geproduceerd.

## Bezienswaardigheden
- Sint-Antonius Abtkerk
- Maagd der Armenkerk, te Moulins-sous-Fléron
- Watertoren

## Natuur en landschap
Queue-du-Bois ligt in het Land van Herve, op een hoogte van ongeveer 200 meter. Ten noorden van Queue-du-Bois ligt de vallei van de Julienne en ten zuiden van het dorp ligt de vallei van de Ri des Moulins.

## Nabijgelegen kernen
Moulins-sous-Fléron, Bellaire, Saive, Retinne

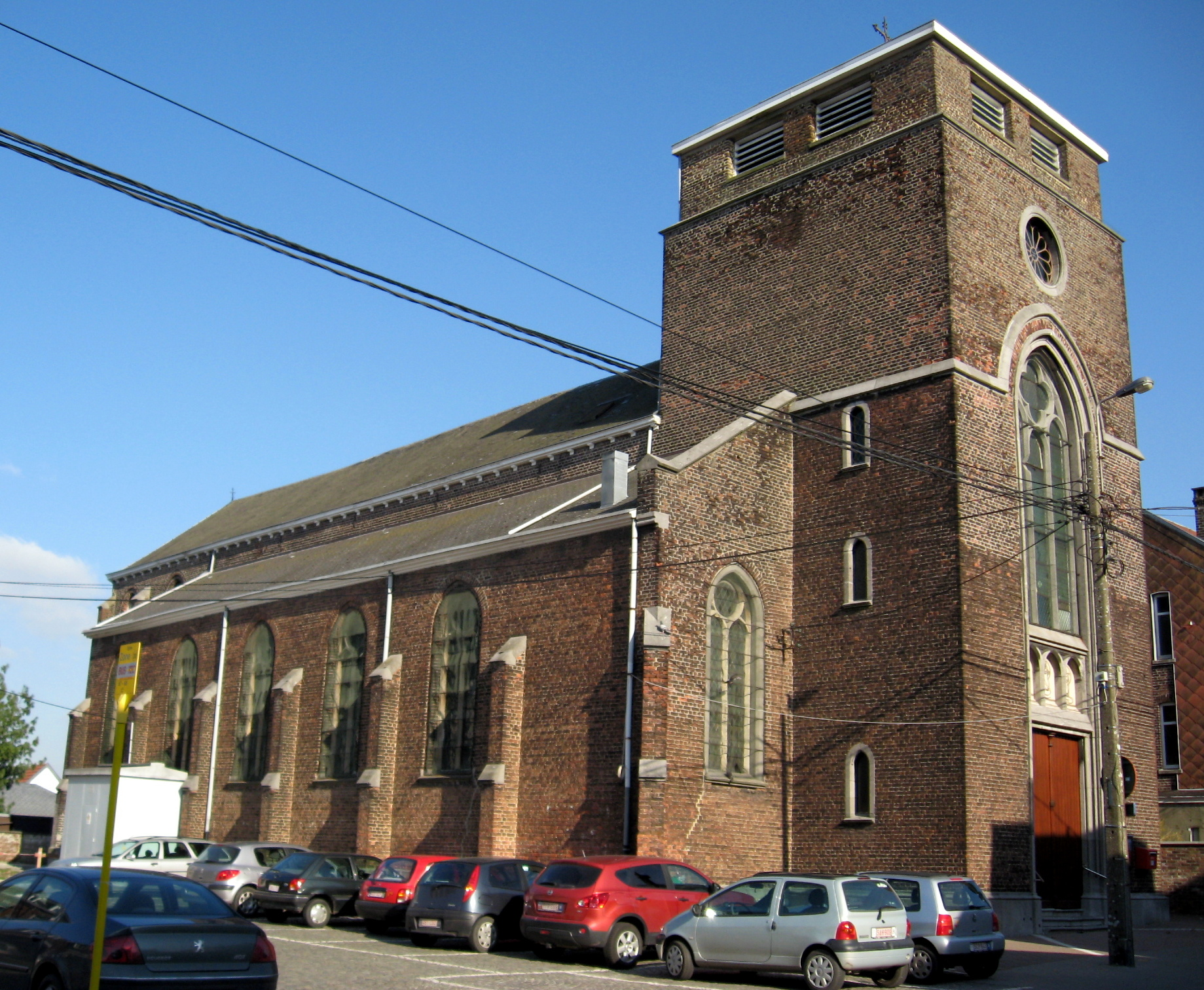
Sint-Antonius Abtkerk

Deelgemeenten: Bellaire · Beyne-Heusay · Queue-du-Bois

Overige kern: Moulins-sous-Fléron

Belgische gemeenten · arrondissement Luik · provincie Luik · Wallonië